# Gai Terenci Arsa
Gai Terenci Arsa (en llatí Caius Terentius Arsa) va ser un magistrat romà que va viure al segle v aC. Titus Livi l'anomena Terentil (Terentillus)
Va ser tribú de la plebs l'any 462 aC i durant el seu període va proposar una llei, anomenada Terentia de legibus consularis imperii on demanava que es designés un cos legislatiu de cinc membres per establir les lleis que havien de regular l'exercici de l'imperium per part dels cònsols. Aquesta llei va ser desestimada. Era el primer membre de la gens Terència que va arribar a un alt càrrec.